# Mariasun Landa
Mariasun Landa   (Errenteria, 5 de juny de 1949) és una escriptora basca. Les seves obres estan majoritàriament destinades a públic infantil i juvenil, i han estat escrites en llengua basca.

## Biografia
Després d'acabar els seus estudis d'assistenta social, es va traslladar a Paris per aprendre francès. Va treballar d'au pair i així que va dominar l'idioma va cursar estudis superiors a la Sorbona, on es va llicenciar en Filosofia (1973). També és llicenciada en Filosofia i Lletres per la Universitat de València.
Va ser al tornar de França que va començar a estudiar eusquera, ja que tot i ser la llengua de la família, la situació política n'hi va dificultar la pràctica en els anys d'infantesa i joventut.
Va exercir de professora d'Educació Primària durant diversos anys a les localitats guipuscoanes de Zarautz i Lasarte-Oria. I va ser precisament la manca de materials en basc per poder exercir la docència el que va impulsar la seva activitat literària. Al final de la seva carrera com a docent el va viure com a professora titular de Didàctica de la Literatura a l'Escola Universitària de Professorat de Donosti.